# Cléopâtre Montandon
Cléopâtre Montandon (12 februari 1941) is een Zwitserse antropologe, sociologe en hooglerares van Griekse afkomst.

## Biografie
Cléopâtre Montandon behaalde in 1963 haar licentie in de economische wetenschappen aan de Universiteit van Genève. In 1973 doctoreerde ze vervolgens aan dezelfde universiteit in het domein van de sociale antropologie. Van 1987 tot 1997 was ze docent en vervolgens tot 2002 gewoon hooglerares psychologie en pedagogie aan dezelfde universiteit.

## Werken
- Le Développement de la science à Genève aux XVIIIe et XIXe siècles (1975)
- Les stratégies éducatives des familles (1991)
- Entre parents et enseignants (1994)
- L'éducation du point de vue des enfants (1997)
- Qui maîtrise l'école ? (1988)
- Les formes de l'éducation (2005)

- Base de données des élites suisses: 79995
- Nationale Bibliotheek van Israël: 987007325431605171
- Virtual International Authority File: 93109295